# Kappadokiska
Kappadokiska, även känt som kappadokisk grekiska eller Mindre Asien-grekiska, är ett grekiskt språk som talades i Kappadokien (centrala Turkiet). Under 1920-talet tvingades stora delar av den grekiskspråkiga befolkningen i Turkiet att utvandra till Grekland, där de främst bosatte sig i centrala och norra Grekland. Kappadokierna övergick i stor utsträckning till att tala modern standardgrekiska och man trodde att språket var utdött fram till juni 2005, då Mark Janse vid universitetet i Gent och Dimitris Papazachariou vid universitet i Patras upptäckte kappadokier i centrala och norra Grekland som fortfarande kunde tala sitt modersmål flytande.